# Carmelus
Carmelus is een geslacht van wantsen uit de familie van de Miridae (blindwantsen). Het geslacht werd voor het eerst wetenschappelijk beschreven door Carl John Drake en Halbert Marion Harris in 1932.

## Soorten
Het genus bevat de volgende soorten:

- Carmelus columbiensis (Carvalho, 1990)
- Carmelus depositus S. Scudder, 1890
- Carmelus elongatus Carvalho & Schaffner, 1973
- Carmelus fasciatus Distant, 1893
- Carmelus formosus (Distant, 1884)
- Carmelus gravatus Scudder, 1890
- Carmelus lunatus (Distant, 1884)
- Carmelus meridanus Carvalho, 1989
- Carmelus parvus (Distant, 1884)
- Carmelus sepositus Scudder, 1890
- Carmelus tenuicornis (Reuter, 1905)